# Creed
Creed je ime bivše glasbene skupine iz Tallahasseeja, Florida, ki je bila popularna v devetdesetih letih 20. stoletja, pa vse do razpada v letu 2004. Za pesem With Arms Wide Open je skupina leta 2001 dobila nagrado Grammy. 

## Zgodovina
Creed je bil ustanovljen leta 1993 v mestu Tallahassee, Florida pod imenom Naked Toddler. Skupino so ustanovili Scott Stapp, kitarist Mark Tremonti in Brian Brasher, ki so se spoznali na Univerzi na Floridi. Skupini se je kmalu pridružil še basist Brian Marshall, takoj za njim pa še bobnar Scott Phillips. Ime Creed si je izmislil Brian Marshall, izvira pa iz imena njegove prejšnje skupine, ki se je imenovala Mattox Creed.

## Albumi
- My Own Prison
- Human Clay
- Weathered
- Full Circle

## Razpad
Junija 2004 je skupina Creed uradno oznanila razpad. Stapp je začel po razpadu skupine snemati svoj debitantski solo album z naslovom The Great Divide. Ostali člani zasedbe so, skupaj z bivšim basistom Brianom Marshallom ustanovili novo skupino z imenom Alter Bridge, k sodelovanju pa so povabili še Mylesa Kennedyja. Član skupine Creed, ki je z njimi gostoval na turnejah po odhodu Marshalla, Brett Hestla se je po razpadu skupine pridružil skupini Dark New Day. 22. novembra 2004 je Creed izdal album z njihovimi največjimi uspešnicami.
Kljub velikim željam oboževalcev so člani skupine podali izjavo, da se skupina ne bo nikoli več združila.